# Kurt Zapf
Kurt Zapf (* 16. August 1929 in Plauen; † 11. August 2010) war ein deutscher Fußballspieler. In der höchsten Spielklasse des DDR-Fußballs, der Oberliga, spielte er in 249 Partien für die BSG Empor Lauter und den F.C. Hansa Rostock sowie dessen Vorgänger SC Empor. In der DDR-A-Nationalmannschaft wurde der Defensivakteur viermal eingesetzt.

## Sportliche Laufbahn

### Vereins-, Gemeinschafts- und Clubstationen
Kurt Zapf begann 1940 beim VfB Plauen mit dem Fußballspielen. Auch nach dem Krieg blieb er seinem Kiez treu und spielte ab 1946 für die SG Plauen-Nord, die aus dem VfB hervorging und die dann von 1949 bis 1951 BSG Einheit Plauen, von Februar bis September 1951 BSG Konsum Plauen und ab September 1951 BSG Empor Nord Plauen hieß. Zur Saison 1952/53, in der er noch nicht zu Erstligaeinsätzen kam, wechselte er zur in der DDR-Oberliga spielenden BSG Empor Lauter, für die er bis zur Verschiebung des Teams an die Ostseeküste 32 Punktspiele bestritt.
Als 1954 die Spieler des Empor Lauter zum SC Empor Rostock delegiert wurden, ging er als einer von zwölf Empor Spielern vom Erzgebirge mit an die Ostseeküste und folgte dem Versprechen, in Rostock doppeltes Gehalt, eine schöne neue Wohnung in der City, einen Garten an der Küste und Ferienplätze am Meer zu erhalten. In der neuen Mannschaft der Rostocker übernahm er sofort die Kapitänswürde und stand unter Empor-Trainer Oswald Pfau am historischen 14. November 1954 im noch unfertigen Ostseestadion der Hanseaten gegen Chemie Karl-Marx-Stadt (0:0) in der Startelf. Zapf, der große Schweiger genannt, stand auch in der 3. Runde im FDGB-Pokal gegen Empor Wurzen (4:1) auf dem Platz und war somit am ersten Pflichtspielsieg des neuen Clubs aus dem Bezirk Rostock beteiligt. Nachdem Empor in der Oberliga bis einschließlich des 15. Spieltags kein einziges Punktspiel gewinnen konnte und lediglich ein Unentschieden einfuhr, somit in der Tabelle vom ersten auf den zwölften Platz abfiel und sich in Abstiegsgefahr begab – Zapf bestritt bis dorthin jedes Pflichtspiel für Rostock –, folgte am 16. Spieltag der Oberliga-Saison 1954/55 gegen die BSG Motor Zwickau (3:0) der erste Oberligasieg in der noch jungen Clubhistorie, an dem er seinen Anteil hatte. Wenige Tage vor diesem Sieg stellte sich das Oberliga-Kollektiv auf Anregung der Gesellschaft für Deutsch-Sowjetische Freundschaft (DSF) im Haus der Freundschaft der Kritik Rostocker Werktätiger, die Gründe für die Sieglosserie seit der Gründung des Clubs erfahren wollten. Am 3. Februar 1955 nahm Zapf in der Deutschen Sporthalle in der Berliner Stalinallee vom Stellvertreter des Vorsitzenden des Ministerrats, Walter Ulbricht, die staatliche Auszeichnung Meister des Sports entgegen und war somit einer von elf Fußballspielern der DDR, die an jenem Tag diese Ehrung erhielten.
1956 stieg er mit Empor aus der Oberliga ab und 1957 direkt wieder auf. Als Abwehrorganisator spielte Zapf bis 1968 in Rostock. Insgesamt bestritt er 217 Oberliga- und 25 Ligaspiele für Rostock und erzielte dabei drei Oberligatore und einen Ligatreffer. Für die 2. Mannschaft der Rostocker kommen drei weitere Partien in der ostdeutschen Zweitklassigkeit hinzu.

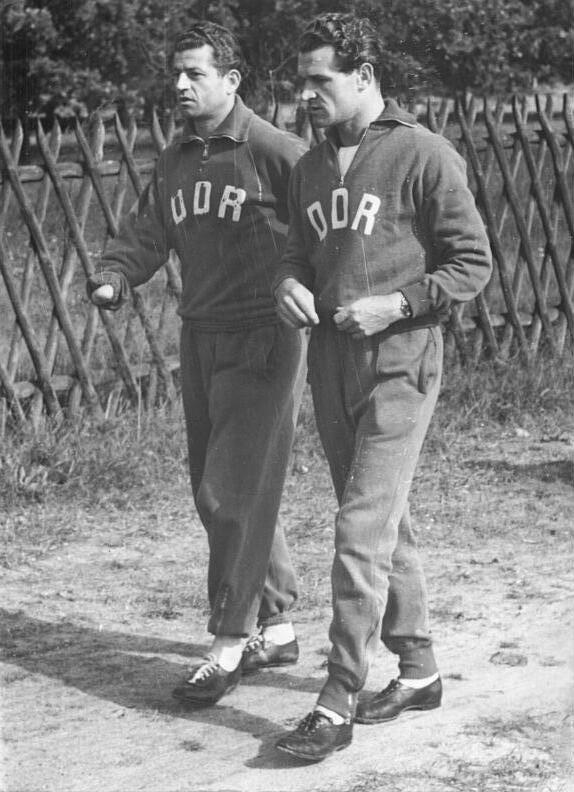
Kurt Zapf (rechts) mit Willy Tröger

Kurt Zapf stand mit den Rostockern viermal im Endspiel des FDGB-Pokals und verlor alle vier Partien. 1955 unterlag das Team dem SC Wismut Karl-Marx-Stadt mit 2:3 nach Verlängerung. 1957 musste sich die Mannschaft als Zweitligist dem SC Lok Leipzig mit 1:2 nach Verlängerung geschlagen geben. Der Siegtreffer für Leipzig in der Verlängerung resultierte aus einem durch Zapf verursachten Handelfmeter. Die dritte Endspielniederlage folgte 1960 – Empor unterlag SC Motor Jena mit 1:2, erneut nach Verlängerung. 1967 gab es für Zapf und Hansa Rostock eine klare 0:3-Niederlage gegen die BSG Motor Zwickau.

### Auswahleinsätze
Das Auswahltrikot eines ostdeutschen Repräsentativteams in offiziellen Länderbegegnungen trug er zuerst in der DDR-Nachwuchsnationalelf im Februar 1954. Im einzigen Spiel für dieses Team trennten sich Zapf & Co. mit 0:0 von Ungarn. Später wurde die Defensivkraft auch für die B-Nationalmannschaft der DDR berufen. Zwischen 1954 und 1959 boten die Trainer den Lauterer und dann Rostocker Stopper in vier Partien auf.
Viermal lief Zapf ebenfalls für die DDR-A-Nationalelf auf. Sein Debüt am 27. Oktober 1957 war die letzte Partie der DDR im Rahmen der WM-Qualifikation für das Turnier in Schweden 1958.

## Weiterer Werdegang
Nach seiner aktiven Zeit war Zapf lange Jahre im Nachwuchsbereich des FC Hansa Rostock tätig. 37-jährig stieg er 1967 als Spielertrainer mit dem F.C. Hansa Rostock II aus der Bezirksliga in die Liga, der zweithöchsten Spielklasse der DDR, auf. Zwischen dem 15. April 1965 und dem 30. Juni 1965 war Zapf, damals selbst noch Spieler, kurzzeitig auch Verantwortlicher der Oberligaelf des SC Empor gewesen.
Später war er Mitglied des Ältestenrates. Nach seiner aktiven Zeit war Kurt Zapf als Sportlehrer an der Berufsschule des VEB Seeverkehr und Hafenwirtschaft tätig. Er verstarb im Sommer 2010 wenige Tage vor seinem 81. Geburtstag.

## Auszeichnungen
- Meister des Sports: 1955